# Lumding
Lumding è una suddivisione dell'India, classificata come municipal board, di 25.184 abitanti, situata nel distretto di Nagaon, nello stato federato dell'Assam. In base al numero di abitanti la città rientra nella classe III (da 20.000 a 49.999 persone).

## Geografia fisica
La città è situata a 25° 45' 0 N e 93° 10' 0 E e ha un'altitudine di 124 m s.l.m..

## Società

### Evoluzione demografica
Al censimento del 2001 la popolazione di Lumding assommava a 25.184 persone, delle quali 13.047 maschi e 12.137 femmine. I bambini di età inferiore o uguale ai sei anni assommavano a 2.406, dei quali 1.184 maschi e 1.222 femmine. Infine, coloro che erano in grado di saper almeno leggere e scrivere erano 14.059, dei quali 7.575 maschi e 6.484 femmine.